# Epicicloide
La epicicloide es la curva generada por la trayectoria de un punto perteneciente a una circunferencia (generatriz) que rueda, sin deslizamiento, por el exterior de otra circunferencia (directriz). Es un tipo de ruleta cicloidal.

## Ecuación
Considerando la figura podemos escribir:

(1){\displaystyle x=(r_{1}+r_{2})\mathrm {sen} \ \alpha \ -r_{2}\ \mathrm {cos} \gamma }

(2){\displaystyle y=(r_{1}+r_{2})\mathrm {cos} \ \alpha \ +r_{2}\ \mathrm {sen} \gamma }

con {\displaystyle \gamma =\alpha +\beta -\pi /2} y, además, como la circunferencia rueda sin deslizamiento, los arcos l1 y l2 son iguales, i.e: {\displaystyle r_{1}\ \alpha =l_{1}=l_{2}=r_{2}\ \beta }. De aquí se tiene que {\displaystyle \beta ={\frac {r_{1}}{r_{2}}}\alpha }
Sustituyendo β y γ en las ecuaciones [1] y [2] tenemos la ecuación paramétrica de la epicicloide:
{\displaystyle x=(r_{1}+r_{2})\mathrm {sen} \ \alpha \ -r_{2}\ \mathrm {sen} \ [\alpha (1+{\frac {r_{1}}{r_{2}}})]}
{\displaystyle y=(r_{1}+r_{2})\mathrm {cos} \ \alpha \ -r_{2}\ \mathrm {cos} \ [\alpha (1+{\frac {r_{1}}{r_{2}}})]}

### Casos particulares
Cuando {\displaystyle {\frac {r_{1}}{r_{2}}}} es un número racional, i.e., {\displaystyle k={\frac {r_{1}}{r_{2}}}={\frac {p}{q}}}, siendo p y q números enteros, las epicicloides son curvas algebraicas.
Cuando r1=r2, i.e, {\displaystyle k=1} obtenemos una cardioide.
Cuando r1=2r2, i.e, {\displaystyle k=2} obtenemos una nefroide.

## Ejemplos

ejemplos de epicicloides

- k=1
- k=2
- k=3
- k=4
- k=2,1=21/10
- k=3,8=19/5
- k=5,5=11/2
- k=7,2=36/5

## Curvas cíclicas
Curva cíclica
| La directriz es una recta |                   |                   |
| d = r                     | d < r             | d > r             |
| cicloide                  | trocoide          | trocoide          |
| cicloide normal           | cicloide acortada | cicloide alargada |
| La directriz es una circunferencia       |                     |                       |                       |
|                                          | d = r               | d < r                 | d > r                 |
| La generatriz es exterior a al directriz | epicicloide         | epitrocoide           | epitrocoide           |
| La generatriz es exterior a al directriz | epicicloide normal  | epicicloide acortada  | epicicloide alargada  |
| La generatriz es interior a al directriz | hipocicloide        | hipotrocoide          | hipotrocoide          |
| La generatriz es interior a al directriz | hipocicloide normal | hipocicloide acortada | hipocicloide alargada |
| La directriz es interior a al generatriz | pericicloide        | peritrocoide          | peritrocoide          |
| La directriz es interior a al generatriz | pericicloide normal | pericicloide acortada | pericicloide alargada |